# Kirche von Alskog

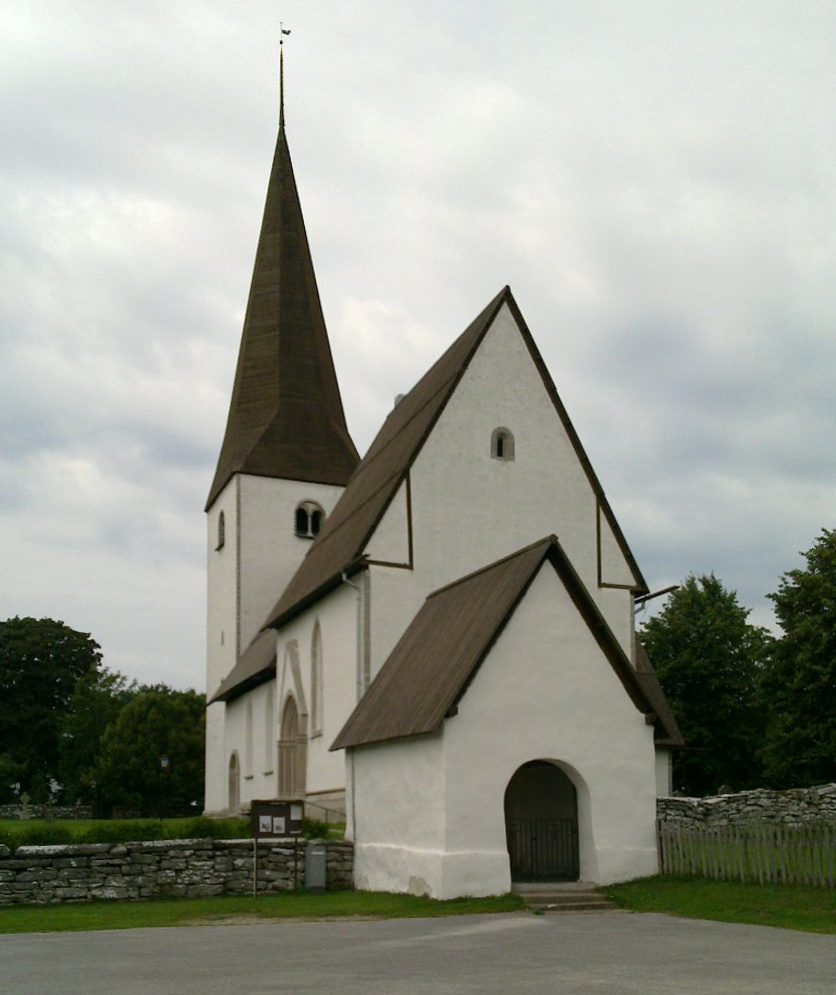
Kirche von Alskog

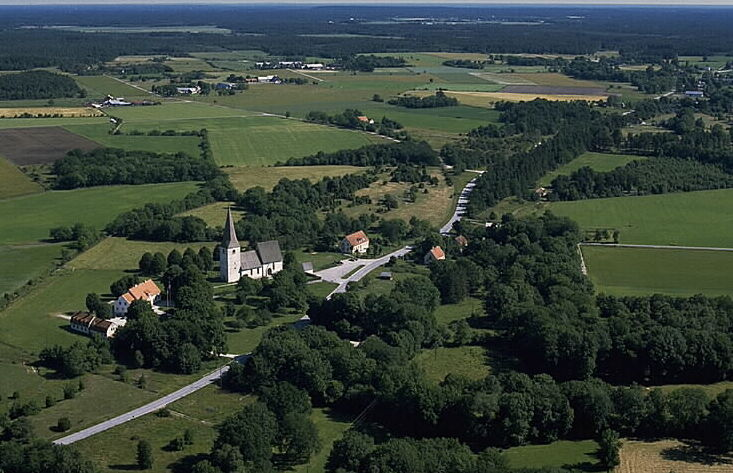
Kirche von Alskog

Die Kirche von Alskog (schwedisch Alskogs kyrka) ist eine Landkirche auf der schwedischen Insel Gotland. Sie gehört zur Kirchengemeinde (schwedisch församling) Garde im Bistum Visby.

## Lage
Die Kirche liegt im südöstlichen Landesinnern von Gotland an der Straße 144 von Hemse nach Ljugarn. Sie befindet sich 40 km südöstlich von Visby, 19 km nordöstlich von Hemse und 4,5 km westlich von Ljugarn.

## Kirchengebäude
Die Kirche ist eine Sattelkirche. Ursprünglich gab es an dem Standort eine Kirche mit einem Langhaus ohne Gewölbe. Das einschiffige Langhaus stammt aus dem späten 12. Jahrhundert. Es wurde im späten 13. Jahrhundert umgebaut und dabei mit einem Gewölbe versehen. Der Turm im Westen kam gegen Ende des 13. Jahrhunderts hinzu. Um 1300 herum wurde ein Chor mit Sakristei angefügt, der größer als das Langhaus ist. Der Bau eines größeren Langhauses ist aber niemals zur Ausführung gekommen. Chor und Langhaus haben noch ursprüngliche Portale im Süden, der Turm hat ein Portal im Westen. Die Plastik am Portal des Langhauses wird Meister Globus zugeschrieben. Die drei miteinander verbundenen Fenster in der Ostwand des Chors enthalten Glasmalereien aus dem 14. Jahrhundert.
1964 und 1965 ist die Kirche nach Plänen des Architekten Karl Erik Hjalmarson renoviert worden.

## Ausstattung
In der Kirche befindet sich ein Triumphkreuz aus dem späten 12. oder dem frühen 13. Jahrhundert, von dem man annimmt, dass es bereits aus einer früheren Kirche am selben Standhort stammt. Die Altartafel stammt von 1759. Der Taufstein aus dem frühen 13. Jahrhundert stellt Szenen aus der Kindheit Jesu dar. Die Kanzel von 1586 gehört zu den ältesten auf Gotland.
Die Grabkiste (schwed. Gravkistan) ist eine seltene Bestattungsform die vom 6. bis 12. Jahrhundert n. Chr. vorkommt und in der älteren Form mit der Christianisierung verschwindet. Diese Monumente wurden auf Gotland auf heidnischen Friedhöfen und in Kirchen gefunden. So auch der bildreiche Stein SHM 5038 in der Alskog kyrka.

## Umgebung
Die Kirchhofmauer enthält im Osten ein gut erhaltenes mittelalterliches Portal.